# Distretto di Kitauonuma
Il distretto di Kitauonuma (北魚沼郡, Kitauonuma-gun?) era uno dei distretti della prefettura di Niigata, in Giappone.
Prima della soppressione, ne faceva parte solo la cittadina di Kawaguchi. Il 31 marzo 2010, Kawaguchi è stata assorbita dalla città di Nagaoka e, a partire da tale data, il distretto di Kitauonuma ha cessato di esistere.